# Jaguar I-Pace

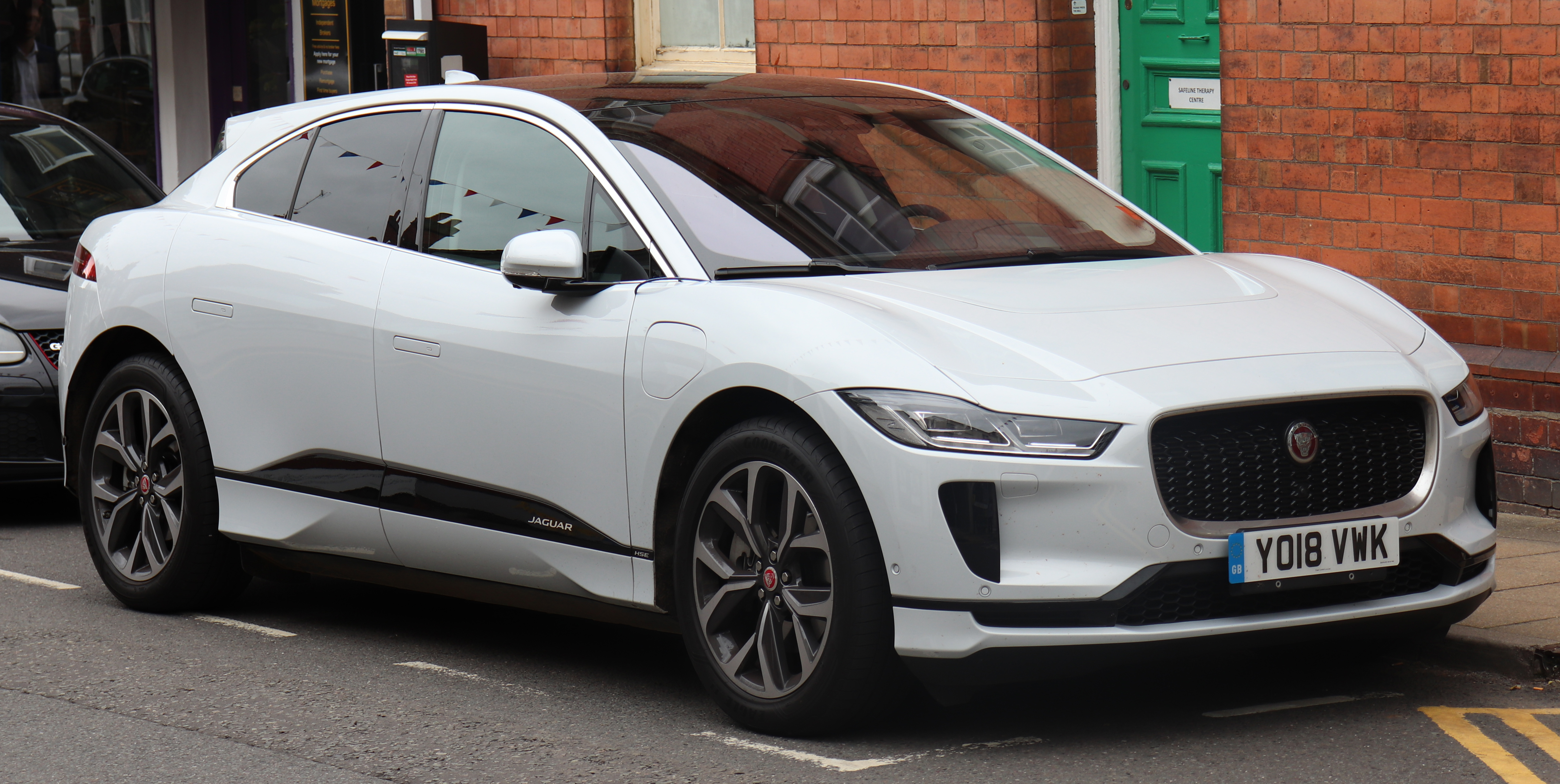
De Jaguar I-Pace

De Jaguar I-Pace is een elektrische SUV, geproduceerd door Jaguar Land Rover, die vanaf medio 2018 op de Nederlandse markt gevoerd wordt. De auto, die ontworpen is door Ian Callum, werd voor het eerst onthuld in 2016 op de Greater Los Angeles Auto Show. De Jaguar I-Pace is voorzien van een Lithium-ion-accu en wordt geproduceerd door Magna Steyr in Oostenrijk. 
De Jaguar i-pace heeft een bereik van 480 kilometers gemeten op basis van de WLTP.
De auto wordt in Nederland in drie uitvoeringen geleverd. In het eerste productiejaar wordt de I-Pace ook geleverde als first edition.
In december 2024 heeft Jaguar de productie van de I-Pace beëindigd.